# 6mm Remington

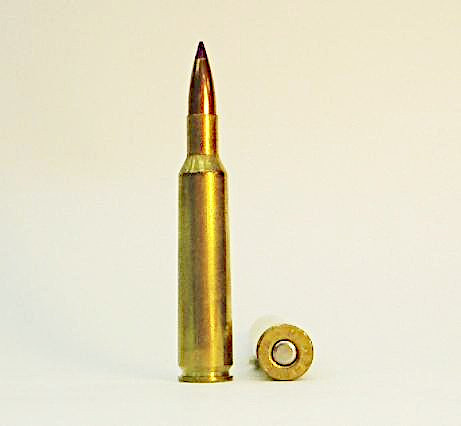
Um cartucho 6mm Remington

O 6mm Remington é um cartucho de fogo central de rifle, originalmente introduzido em 1955 pela Remington Arms Company como o .244 Remington, é baseado no estojo do cartucho .257 Roberts com o "ombro" mais acentuado diminuido a "boca" para suportar uma bala .24 (6 mm). Conhecido por uma combinação de alta velocidade de até 4.031 ft/s (1.229 m/s), longo alcance, trajetória plana e precisão, ele é adequado como um cartucho de caça de uso duplo, para animais de médio porte controle de pequenos animais daninhos. 
Quando usado com canos com estriamento "lento" mais antigos e menos comuns, o 6mm Remington oferece uma gama excepcional para aplicações de abate de pequenos animais daninhos. Embora não seja tão popular comercialmente hoje quanto o .243 Winchester, o 6mm Remington tem uma ligeira vantagem balística e continua a ser popular entre os adeptos da recarga manual e fabricantes de rifles personalizados.

## Armas
A Remington lançou ao menos doze rifles para o 6mm Remington:
- Rifles por ação de ferrolho
  - Remington Model 722
  - Remington Model 700
  - Remington Model 725
  - Remington Model 788
  - Remington Model 600
  - Remington Model 660

- Rifles semiautomáticos
  - Remington Model 740
  - Remington Model 742
  - Remington Model 7400
  - Remington Model Four

- Rifles por ação de bombeamento
- Remington Model 760
- Remington Model 7600

Outros fabricantes, incluindo Marlin, Savage e Ruger, também criaram rifles para o 6mm Remington ao longo dos anos.